# Boissy-Fresnoy
Boissy-Fresnoy település Franciaországban, Oise megyében. Lakosainak száma 955 fő (2022. január 1.). Boissy-Fresnoy Betz, Lévignen, Ormoy-Villers, Péroy-les-Gombries és Villers-Saint-Genest községekkel határos.

## Népesség
A település népességének változása:
| Lakosok száma | 1041 | 1039 | 1032 | 999  | 985  | 982  | 981  | 968  | 955  |
|               | 2013 | 2015 | 2016 | 2017 | 2018 | 2019 | 2020 | 2021 | 2022 |